# 이별식당
《이별식당》은 2020년에 개봉한 대한민국의 영화이다.

## 캐스팅
- 고윤 : 해진 역
- 에이프릴안 : 일레니 역
- 송글송글 : 은희 역
- 현명한 : 영훈 역
- 사이먼 타키리스 : 콘스탄티노스 역
- 디미트리 마이클 스트라스 : 크리스토 역
- 마릴레나 카바지 : 조이 역
- 페니 엘레프리아두 : 올림피아 역
- 콘스탄티노 엑스코풀리오스 : 아레스 역
- 막심 라바르테 : 요르고 역
- 안나 라스코우 : 어린 일레니 역
- 크리스토포로스 라스코스 : 일레니 아버지 역
- 페기 기아나코포우로우 : 노부인 역
- 크리스토스 크리스소포스 : 노신사 역
- 콘스탄티노스 시라다키스 : 힙합 남자 역
- 마로 파파도포우로우 : 교장 역
- 콘스탄티노 카페자노스 : 호텔 직원 역
- 스테파니아 코칠 : 정부 역
- 디미트리스 골리에모스 : 거리의 남자 역
- 아테나 파파필리포포로우 : 거리의 여자 역
- 엘레니 크리소포우 : 슈퍼 점원 역
- 알렉산드라 오이코노무 : 뉴스 앵커 (목소리) 역
- 솔리아 파트시 코렌티 : 인터뷰 기자 역
- 배준수 : 경찰 A 역
- 이진성 : 경찰 B 역
- 이다영 : 소녀 역
- 김태성 : 한식당 댄서 역
- 신인숙 : 한식당 댄서 역
- 지가민 : 한식당 댄서 역
- 한준용 : 한식당 댄서 역
- 진채완 : 한식당 댄서 역
- 정승현 : 한식당 댄서 역
- 이지은 : 한식당 댄서 역
- 김은수 : 한식당 댄서 역

## 같이 보기
- 2020년 대한민국의 영화 목록